# Macugnaga
Macugnaga is een gemeente in de Italiaanse provincie Verbano-Cusio-Ossola (regio Piëmont) en telt 647 inwoners (31-12-2004). De oppervlakte bedraagt 100,2 km², de bevolkingsdichtheid is 6 inwoners per km².
De volgende frazioni maken deel uit van de gemeente: Pestarena, Borca, Staffa, Pecetto.

## Demografie
Macugnaga telt ongeveer 315 huishoudens. Het aantal inwoners steeg in de periode 1991-2001 met 4,0% volgens cijfers uit de tienjaarlijkse volkstellingen van ISTAT.
| Jaar | Inwoneraantal |
| ---- | ------------- |
| 1991 | 626           |
| 2001 | 651           |

## Geografie
De gemeente ligt op ongeveer 1327 m boven zeeniveau.
Macugnaga grenst aan de volgende gemeenten: Alagna Valsesia (VC), Carcoforo (VC), Ceppo Morelli, Rima San Giuseppe (VC).